# إدوارد روجرز
إدوارد روجرز (بالإنجليزية: Edward Rogers)‏ هو قاضي ومحامي وسياسي أمريكي، ولد في 30 مايو 1787، وتوفي في 29 مايو 1857. حزبياً، نشط في الحزب الديمقراطي. وقد انتخب عضو مجلس النواب الأمريكي.